# Beeskow
Beeskow er en by i den tyske delstat Brandenburg og administrationsby i landkreis Oder-Spree. Beeskow ligger i den østlige del af Brandenburg ved floden Spree, 30 km sydvest for Frankfurt an der Oder, og cirka 80 km sydøst for Berlin. Rundt om byen ligger store skov- og engarealer med mange større og mindre søer.

## Bydele og bebyggelser
Beeskow har ud over hovedbyen følgende bydele og bebyggelser:
- Bornow,
- Kohlsdorf,
- Krügersdorf,
- Neuendorf,
- Oegeln,
- Radinkendorf und
- Schneeberg.

- Wikimedia Commons har flere filer relateret til Beeskow